# Верхи (Камень-Каширский район)
Верхи́ (укр. Верхи) — село в Камень-Каширской городской общине Камень-Каширского района Волынской области Украины.
Население по данным 2023 года составляло 576 человек. Население по переписи 2001 года составляет 587 человек. Почтовый индекс — 44570. Телефонный код — 3375. Занимает площадь 62,427 км².